# 1902 год в кино

## Фильмы

### Мировое кино
- «Жертва алкоголя»/Les Victimes de l’alcoolisme, Франка)
- «Жизнь американского пожарного»/Life of an American Fireman, США (реж. Эдвин Стэнтон Портер)
- «Катастрофа на Мартинике»/La Catastrophe de la Martinique, Франция (реж. Фернан Зекка)
- «Путешествие на Луну»/Le Voyage dans la Lune, Франция (реж. Жорж Мельес), первая научно-фантастическая комедия в истории кино.
- «Путешествия Гулливера»/Le Voyage de Gulliver à Lilliput et chez les géants, Франция (реж. Жорж Мельес)
- «Робинзон Крузо»/Les Aventures de Robinson Crusoé, Франция (реж. Жорж Мельес)
- «Солдат запаса до и после войны»/A Reservist Before and After the War, Англия (реж. Джеймс Уильямсон)
- Экспериментальный цветной фильм Тёрнера - первый цветной фильм.(реж. Эдвард Рэймонд Тёрнер)

## Знаменательные события
- В московском театре Омона состоялась первая в России демонстрация нового аппарата «Биофонограф», сочетавшего возможности кинематографа и фонографа. Аппарат воспроизводил сцену из театральной постановки «Проделок Скапена» Мольера, синхронно озвученную диалогами. («Московский листок», 1902, 7 февраля)
- 10 марта в США суд отклонил требование Томаса А. Эдисона признать за ним монопольное владение технологиями, используемыми в кинематографе.
- Российский оператор А. К. Ягельский снял не менее 30 документальных сюжетов из жизни Николая II и его семьи.
- В фильме «Солдат запаса до и после войны» впервые были скомбинированы студийные съёмки с материалом отснятым на натуре.

## Персоналии

### Родились

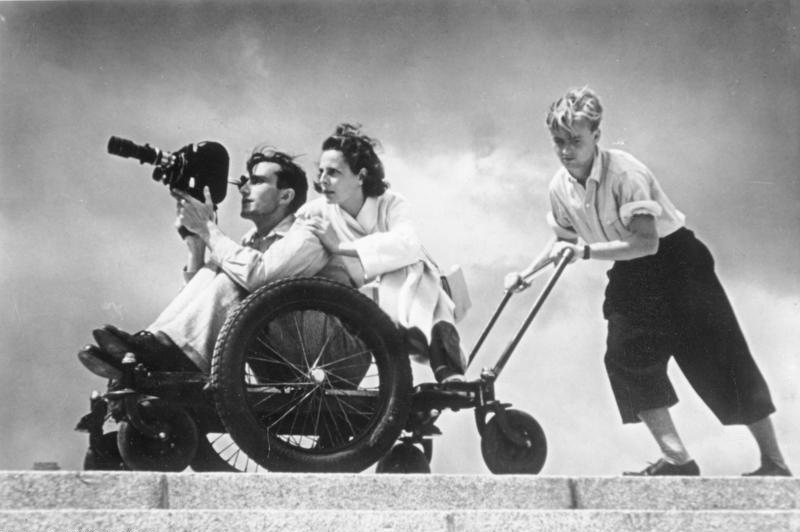
Лени Рифеншталь на съёмках «Олимпии», август 1936

- 17 января — Леонид Трауберг, советский кинорежиссёр и сценарист.
- 31 января — Алексей Грибов, советский актёр театра и кино, Народный артист СССР, Герой Социалистического Труда.
- 11 февраля — Любовь Орлова, лауреат двух Сталинских премий, Народная артистка СССР.
- 17 февраля — Михаэль Чесно-Хелль, немецкий сценарист.
- 25 мая — Чарльз Бартон, американский кинорежиссёр, актёр, продюсер кино и телевидения. Лауреат кинопремии Оскар 1934 года.
- 18 июня — Борис Барнет, советский кинорежиссёр.
- 19 июня — Фридьеш Бан, венгерский кинорежиссёр, сценарист и актёр.
- 22 августа — Лени Рифеншталь, немецкая киноактриса, кинорежиссёр и фотограф.
- 23 августа — Пауль Кэлинеску, румынский кинорежиссёр и сценарист.
- 15 октября — Дорис Мэй, американская киноактриса эпохи немого кино.
- 28 октября — Эльза Ланчестер, британская киноактриса.
- 2 ноября — Михаил Яншин, советский актёр театра и кино, режиссёр, Народный артист СССР.
- 10 ноября — Эраст Гарин, советский актёр, режиссёр, сценарист, лауреат Сталинской премии, Народный артист СССР.